# Spodnje Dobrenje
Spodnje Dobrenje este o localitate din comuna Pesnica, Slovenia, cu o populație de 416 locuitori.